# Jérémie Lararaudeuse
Jeremie Lararaudeuse (* 31. März 2001) ist ein mauritischer Leichtathlet, der sich auf den 110-Meter-Hürdenlauf spezialisiert hat.

## Sportliche Laufbahn
Erste internationale Erfahrungen sammelte Jeremie Lararaudeuse bei den Afrikanischen Jugendspielen in Algier, bei denen er über 110 m Hürden in 13,81 s die Silbermedaille gewann und über 400 m Hürden in 56,47 s auf den achten Platz gelangte. Im Jahr darauf gewann er bei den Juniorenafrikameisterschaften in Abidjan in 14,06 s die Silbermedaille und belegte anschließend bei den Afrikaspielen in Rabat in 14,22 s den fünften Platz und schied mit der mauritischen 4-mal-100-Meter-Staffel mit 40,44 s in der Vorrunde aus. 2021 konnte er dank einer Wildcard an den Olympischen Spielen in Tokio teilnehmen und schied dort mit neuer Bestleistung von 14,03 s in der ersten Runde aus. Im Jahr darauf startete er über 60 m Hürden bei den Hallenweltmeisterschaften in Belgrad und schied dort mit 7,94 s in der Vorrunde aus. Im Mai verbesserte er den Landesrekord auf 13,75 s und gewann dann im Juni in windunterstützten 13,55 s die Silbermedaille bei den Afrikameisterschaften in Port Louis hinter dem Algerier Amine Bouanani. Zudem gelangte er mit der 4-mal-100-Meter-Staffel mit 40,14 s auf Rang fünf. Anschließend schied er bei den Weltmeisterschaften in Eugene mit 14,19 s in der ersten Runde aus und kam auch bei den Commonwealth Games in Birmingham mit 13,88 s nicht über den Vorlauf hinaus. 
2023 kam er bei den Spielen der Frankophonie in Kinshasa im Finale über 110 m Hürden nicht ins Ziel und kam kurz darauf auch bei den Weltmeisterschaften in Budapest im Vorlauf nicht ins Ziel. Im Jahr darauf schied er bei den Hallenweltmeisterschaften in Glasgow mit 7,75 s in der ersten Runde über 60 m Hürden aus. Kurz darauf belegte er bei den Afrikaspielen in Accra in 13,85 s den vierten Platz über 110 m Hürden und im Juni wurde er bei den Afrikameisterschaften in Douala in 13,87 s Fünfter. 2025 schied er bei den Hallenweltmeisterschaften in Nanjing mit 7,77 s im Halbfinale über 60 m Hürden aus.
2021 wurde Lararaudeuse mauritischer Meister im 110-Meter-Hürdenlauf.

## Persönliche Bestleistungen
- 110 m Hürden: 13,54 s (+0,1 m/s), 22. Juli 2023 in Bondoufle (mauritischer Rekord)
  - 60 m Hürden (Halle): 7,65 s, 15. Februar 2025 in Lyon (mauritischer Rekord)